# Чарлз Елиът Нортън
Чарлз Елиът Нортън (на английски: Charles Eliot Norton) е американски изкуствовед, журналист и общественик.
Роден е на 16 ноември 1827 година в Кеймбридж в семейството на Андрюс Нортън, професор по богословие в Харвардския университет, и Катрин Елиът, дъщеря на банкер от видната бостънска фамилия Елиът. През 1846 година завършва Харвардския университет, след което се занимава със социални дейности, редактор е на първото американско литературно списание „Норт Американ Ревю“, прави превод в проза на „Божествена комедия“ на Данте Алигиери. От 1874 до 1898 година преподава история на изкуството в Харвардския университет.
Чарлз Елиът Нортън умира на 21 октомври 1908 година в Кеймбридж.